# 250 TCN
250 TCN là một năm trong lịch La Mã. 